# Naked & Warm
Naked & Warm è il quinto album in studio del cantautore statunitense Bill Withers, pubblicato nel 1976.

## Tracce
Tutte le tracce sono state scritte da Bill Withers.
1. Close To Me - 3:55
2. Naked & Warm (Heaven! Oh! Heaven!) - 5:47
3. Where You Are - 3:54
4. Dreams - 5:34
5. If I Didn't Mean You Well - 3:04
6. I'll Be With You - 3:12
7. City of the Angels - 10:45
8. My Imagination - 4:52